# 托尔特龙
托尔特龙（法語：Torteron，法語發音：[tɔʁtəʁɔ̃]）是法国谢尔省的一个市镇，属于圣阿芒蒙龙区。

## 地理
托尔特龙（47°1'21"N, 2°57'57"E）面积13.53 平方千米，位于法国中央-卢瓦尔河谷大区谢尔省，该省份为法国中部省份，北起卢瓦雷省，西接卢瓦-谢尔省和安德尔省，南至克勒兹省，东南接阿列省，东临涅夫勒省。
与托尔特龙接壤的市镇（或旧市镇、城区）包括：勒绍泰、库尔莱巴尔、屈菲、欧布瓦河畔茹埃、梅讷图库蒂尔。

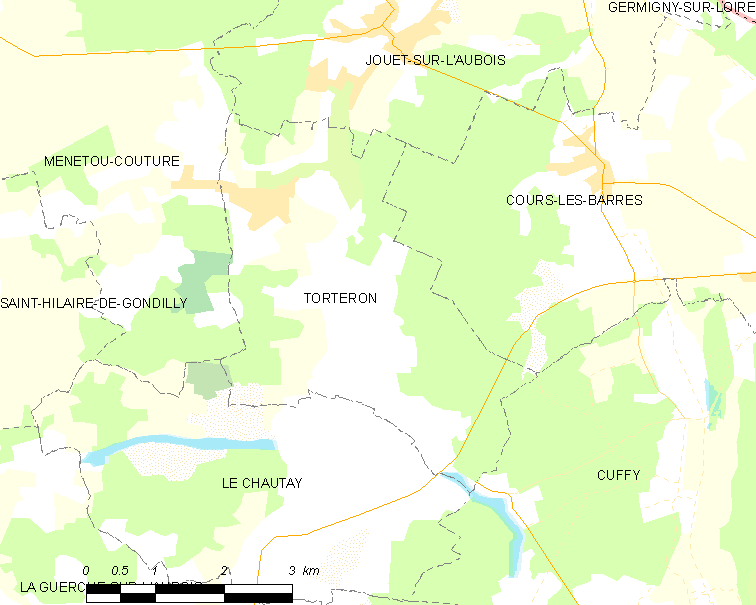
托尔特龙的OSM定位图

托尔特龙的时区为UTC+01:00、UTC+02:00（夏令时）。

## 行政
托尔特龙的邮政编码为18320，INSEE市镇编码为18265。

## 政治
托尔特龙所属的省级选区为欧布瓦河畔拉盖尔什县。

## 人口

1962-2008年间托尔特龙人口变化图示

托尔特龙于2022年1月1日时的人口数量为789人。